# Міхаїл Желев
Міхаїл Желев (болг. Михаил Желев; 15 липня 1943, Сливен — 5 січня 2021) — болгарський спортсмен, легкоатлет, учасник двох Олімпійських ігор, чемпіон Європи (1969).

## Спортивна кар'єра
Займатися бігом на довгі дистанції Міхаїл Желев почав в школі. Потім тренувався на стадіоні «Хаджи Димитр» в Сливені, де його тренером став Тодор Борисов. Вперше взяв участь в бігу з перешкодами на дистанції 1500 метрів на республіканському чемпіонаті з легкої атлетики серед юніорів в Софії в 1962 році, на якому фінішував третім.
Після строкової служби в армії восени 1964 року Желев поновив тренування і був включений до національної команди. 1966 року взяв участь в змаганнях на чемпіонаті Європи в Будапешті, на якому до фінального забігу на 3000 метрів з перешкодами не ввійшов.
На Олімпійських іграх 1968 Міхаїл Желев на  дистанції 3000 метрів з перешкодами фінішував шостим, ставши першим болгарським олімпійцем, який ввійшов до шістки кращих на Олімпійських іграх 1968.
1969 року Желев став чемпіоном Європи на  дистанції 3000 метрів з перешкодами, встановивши національний рекорд часу 8:25.0, який протримався 45 років. Того ж року переміг на матчі Європа — США в Штутгарті і за результатами виступів в 1969 році отримав премію «Золотий шип», присуджену йому європейськими спортивними журналістами.
На Олімпійських іграх 1972 на  дистанції 3000 метрів з перешкодами Желев фінішував дванадцятим.
1974 року завершив спортивну кар'єру.

## Особисте життя
Дружина — Райна Желева, відомий тренер з легкої атлетики. Подружжя має двох дітей.